# Rickardsville (Iowa)
Rickardsville es una ciudad ubicada en el condado de Dubuque en el estado estadounidense de Iowa. En el Censo de 2010 tenía una población de 182 habitantes y una densidad poblacional de 78,08 personas por km².

## Geografía
Rickardsville se encuentra ubicada en las coordenadas 42°34′53″N 90°52′34″O / 42.58139, -90.87611. Según la Oficina del Censo de los Estados Unidos, Rickardsville tiene una superficie total de 2.33 km², de la cual 2.33 km² corresponden a tierra firme y (0%) 0 km² es agua.

## Demografía
Según el censo de 2010, había 182 personas residiendo en Rickardsville. La densidad de población era de 78,08 hab./km². De los 182 habitantes, Rickardsville estaba compuesto por el 98.35% blancos, el 1.1% eran afroamericanos, el 0% eran amerindios, el 0% eran asiáticos, el 0% eran isleños del Pacífico, el 0% eran de otras razas y el 0.55% pertenecían a dos o más razas. Del total de la población el 0% eran hispanos o latinos de cualquier raza.